# Lucas Ayala
Lucas Emanuel Ayala Miño (Buenos Aires, Argentina, 11 de agosto de 1978) es un exfutbolista y entrenador argentino nacionalizado mexicano. Se desempeñaba como Pivote y desarrolló su carrera mayormente en el fútbol mexicano.
También trabajó siendo analista deportivo en el programa "Teléfono Rojo" del Grupo Multimedios. 
Actualmente es director técnico de "Real Titán" en la Américas Kings League.

## Trayectoria
Futbolista formado en el Racing Club de Argentina.
En el verano de 1995 se incorporó a las fuerzas básicas de los Rayados de Monterrey, pero por un tema contractual, firmó con el conjunto regiomontano hasta el siguiente año. De 1996 a 1998 jugó en Tercera División de México y Segunda División de México, con los cuadros juveniles de Monterrey. 
En la Temporada 1998-1999 militó con Saltillo, filial de los Rayados en la Primera División 'A'. 
Monterrey registró a Ayala en la Copa Libertadores 1999. En el certamen sudamericano participó en cinco de los seis encuentros que disputó el cuadro regiomontano (todos en fase de grupos). El 25 de marzo de 1999, enfrentando a Nacional en el Estadio Centenario, en una Jornada más del Grupo 1, Ayala fue titular y Rayados ganó 2-3 y así se convirtió en el primer equipo mexicano en ganar como visitante en la Copa Libertadores. 
En la División de Plata también jugó para Tigres de Ciudad Juárez, Correcaminos de la UAT, Jaguares de Tapachula y Zacatepec.
De cara al Clausura 2004 fue fichado por los Tiburones Rojos de Veracruz.
En el verano del 2007 fue traspasado a los Tigres de la UANL.
Jugó a préstamo con los Rojinegros del Atlas en el Clausura 2009; al finalizar el torneo reportó con los Tigres.
En diciembre de 2010, el Atlas anunció el regreso de Ayala. 
El 10 de diciembre de 2013, Correcaminos de la UAT equipo de la Liga de Ascenso de México, oficializó la contratación de Lucas Ayala. 
Militó con Monterrey Flash en la Temporada 2017-2018, dentro de la Major Arena Soccer League (MASL), una liga profesional de fútbol rápido.

## Clubes

### Futbolista
| Club                          | País           | Año           |
| ----------------------------- | -------------- | ------------- |
| Racing Club                   | Argentina      | 1993-1995     |
| Saltillo                      | México         | 1998-1999     |
| Monterrey (Copa Libertadores) | México         | 1999          |
| Tigres de Ciudad Juárez       | México         | Invierno 1999 |
| Club El Porvenir              | Argentina      | 2000          |
| Correcaminos de la UAT        | México         | 2000-2001     |
| El Paso Patriots              | Estados Unidos | 2001          |
| Jaguares de Tapachula         |                | Verano 2003   |
| Zacatepec                     | Apertura 2003  |               |
| Veracruz                      | 2004-2007      |               |
| Tigres de la UANL             | 2007-2008      |               |
| Atlas                         | Clausura 2009  |               |
| Tigres de la UANL             | 2009-2010      |               |
| Atlas                         | 2011-2013      |               |
| Correcaminos de la UAT        | 2014-2017      |               |

### Entrenador
| Club                   | País   | Año           |
| ---------------------- | ------ | ------------- |
| Atlético Veracruz *    | México | 2020          |
| Gavilanes de Matamoros | México | Clausura 2022 |

* Liga de Balompié Mexicano

## Selección nacional de México
El 16 de enero de 2009, fue convocado por el entrenador de la Selección Mexicana, Sven-Göran Eriksson, para enfrentar en duelo amistoso a Suecia en Oakland-Alameda County Coliseum (California, Estados Unidos). El partido se celebró el 29 de enero, Ayala fue titular y salió del terreno de juego al minuto 59 por Antonio Naelson "Sinha", y Suecia ganó 0-1. 

## Palmarés

### Futbolista

#### Otro campeonato
| Título                   | Club              | Sede           | Año  |
| ------------------------ | ----------------- | -------------- | ---- |
| SuperLiga Norteamericana | Tigres de la UANL | Estados Unidos | 2009 |